# Arbejdsplads Syrien
Arbejdsplads Syrien er en dansk udviklingsbistandsfilm fra 1964 instrueret af Svend Aage Lorentz efter eget manuskript.

## Handling
Indtryk fra et af de mange områder, hvortil Danmark yder bistand inden for rammerne af den danske udviklingshjælp. I en toårig periode er der stillet tre danske landbrugssagkyndige til rådighed for det syriske landbrugsministerium, og i filmen fortæller en af dem om det arbejde, de udfører.

## Medvirkende
- Palle Andreasen
- Bent Kaiwe
- Ole Karst
- Keld Langberg